# Saint-Christophe-de-Double
Pour les articles homonymes, voir Saint-Christophe.
Saint-Christophe-de-Double est une commune du Sud-Ouest de la France située dans le département de la Gironde, en région Nouvelle-Aquitaine.

## Géographie

### Localisation
Commune rurale atteinte depuis peu par le phénomène de rurbanisation qui fait remonter sa population.
Aucun cours d'eau d'importance. Pas de voie ferrée sur le ban communal. Voies de communication départementales.
Habitat encore très dispersé. Surface boisée proportionnellement étendue.
C'est un territoire de la Double girondine en prolongement de la Double périgourdine.

### Communes limitrophes
Saint-Christophe-de-Double est limitrophe de cinq autres communes, dont une dans le département de la Dordogne. À l'est, son territoire est distant de moins de cent mètres de celui d'Eygurande-et-Gardedeuil, également en Dordogne.
| Les Églisottes-et-Chalaures |                            | La Roche-Chalais (Dordogne) |
|                             | Saint-Christophe-de-Double |                             |
| Le Fieu                     | Porchères                  | Saint-Antoine-sur-l'Isle    |

### Climat
Pour des articles plus généraux, voir Climat de la Nouvelle-Aquitaine et Climat de la Gironde.
Historiquement, la commune est exposée à un climat océanique aquitain.  
En 2020, Météo-France publie une typologie des climats de la France métropolitaine dans laquelle la commune est exposée à un climat océanique et est dans la région climatique  Aquitaine, Gascogne, caractérisée par une pluviométrie abondante au printemps, modérée en automne, un faible ensoleillement au printemps, un été chaud (19,5 °C), des vents faibles, des brouillards fréquents en automne et en hiver et des orages fréquents en été (15 à 20 jours).
Pour la période 1971-2000, la température annuelle moyenne est de 12,8 °C, avec une amplitude thermique annuelle de 15 °C. Le cumul annuel moyen de précipitations est de 873 mm, avec 11,5 jours de précipitations en janvier et 6,9 jours en juillet. Pour la période 1991-2020, la température moyenne annuelle observée sur la station météorologique la plus proche, située sur la commune de Saint Aulaye-Puymangou à 17 km à vol d'oiseau, est de 13,0 °C et le cumul annuel moyen de précipitations est de 854,8 mm,. Pour l'avenir, les paramètres climatiques de la commune estimés pour 2050 selon différents scénarios d’émission de gaz à effet de serre sont consultables sur un site dédié publié par Météo-France en novembre 2022.

## Urbanisme

### Typologie
Au 1er janvier 2024, Saint-Christophe-de-Double est catégorisée commune rurale à habitat très dispersé, selon la nouvelle grille communale de densité à sept niveaux définie par l'Insee en 2022.
Elle est située hors unité urbaine et hors attraction des villes,.

### Occupation des sols

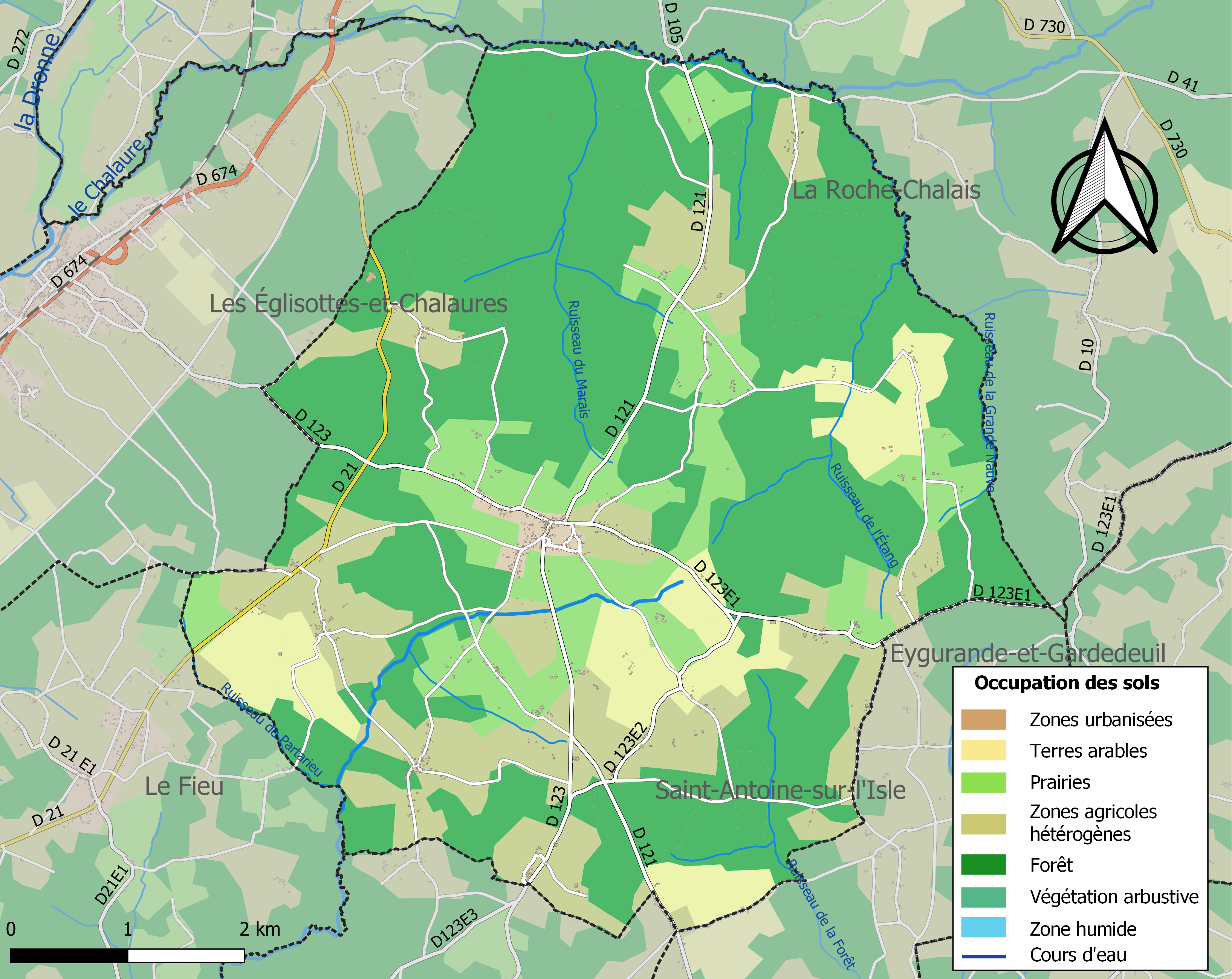
Carte des infrastructures et de l'occupation des sols de la commune en 2018 (CLC).

L'occupation des sols de la commune, telle qu'elle ressort de la base de données européenne d’occupation biophysique des sols Corine Land Cover (CLC), est marquée par l'importance des forêts et milieux semi-naturels (57,5 % en 2018), en augmentation par rapport à 1990 (52,2 %). La répartition détaillée en 2018 est la suivante : 
forêts (57,5 %), zones agricoles hétérogènes (19,2 %), prairies (13,6 %), terres arables (5,9 %), cultures permanentes (3 %), zones urbanisées (0,8 %). L'évolution de l’occupation des sols de la commune et de ses infrastructures peut être observée sur les différentes représentations cartographiques du territoire : la carte de Cassini (XVIIIe siècle), la carte d'état-major (1820-1866) et les cartes ou photos aériennes de l'IGN pour la période actuelle (1950 à aujourd'hui).

### Risques majeurs
Le territoire de la commune de Saint-Christophe-de-Double est vulnérable à différents aléas naturels : météorologiques (tempête, orage, neige, grand froid, canicule ou sécheresse), feux de forêts, mouvements de terrains et séisme (sismicité faible). Un site publié par le BRGM permet d'évaluer simplement et rapidement les risques d'un bien localisé soit par son adresse soit par le numéro de sa parcelle.
Saint-Christophe-de-Double est exposée au risque de feu de forêt. Depuis le 20 avril 2016, les départements de la Gironde, des Landes et de Lot-et-Garonne disposent d’un règlement interdépartemental de protection de la forêt contre les incendies. Ce règlement vise à mieux prévenir les incendies de forêt, à faciliter les interventions des services et à limiter les conséquences, que ce soit par le débroussaillement, la limitation de l’apport du feu ou la réglementation des activités en forêt. Il définit en particulier cinq niveaux de vigilance croissants auxquels sont associés différentes mesures,.
Les mouvements de terrains susceptibles de se produire sur la commune sont des tassements différentiels.

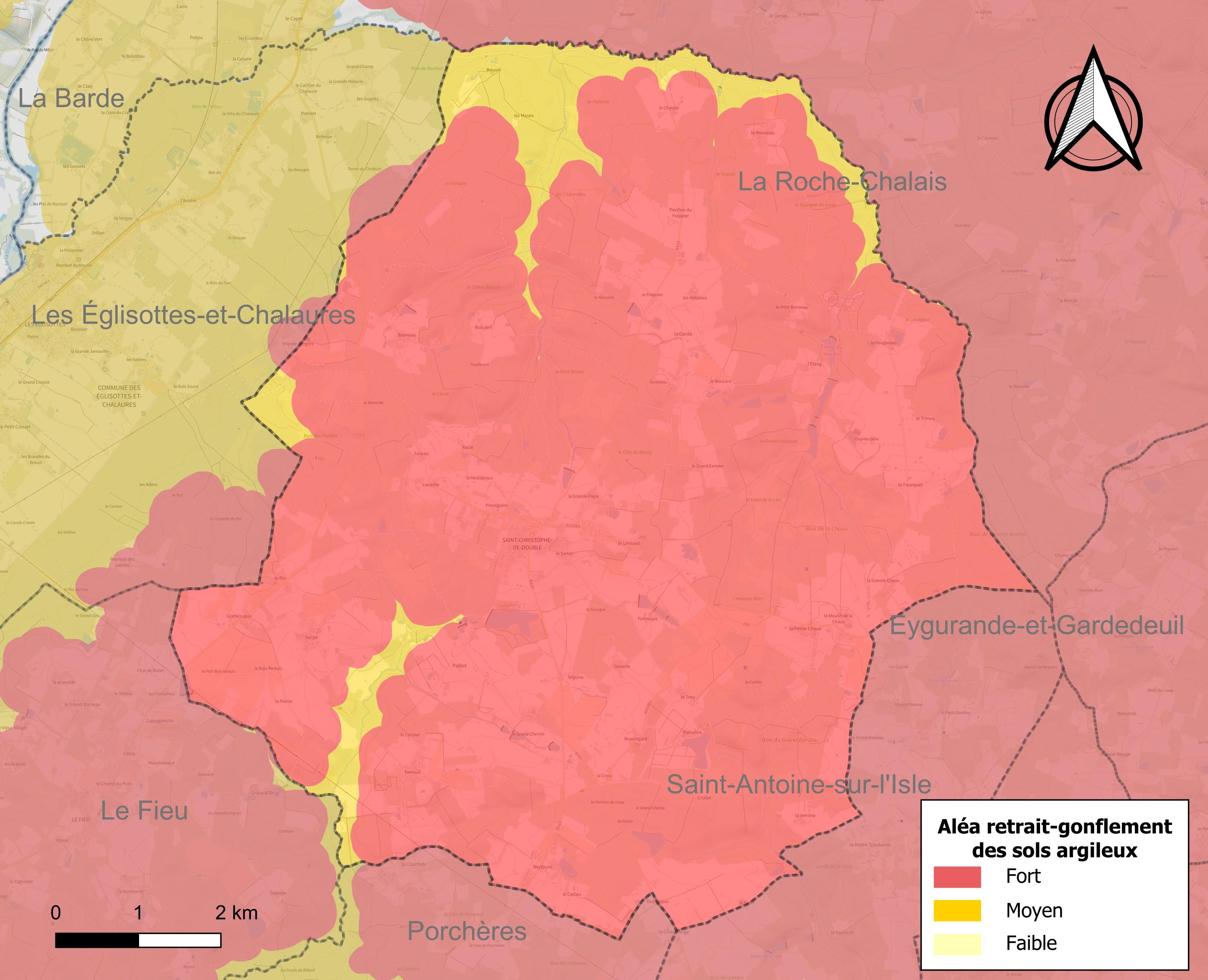
Carte des zones d'aléa retrait-gonflement des sols argileux de Saint-Christophe-de-Double.

Le retrait-gonflement des sols argileux est susceptible d'engendrer des dommages importants aux bâtiments en cas d’alternance de périodes de sécheresse et de pluie. La totalité de la commune est en aléa moyen ou fort (67,4 % au niveau départemental et 48,5 % au niveau national). Sur les 343 bâtiments dénombrés sur la commune en 2019, 343 sont en aléa moyen ou fort, soit 100 %, à comparer aux 84 % au niveau départemental et 54 % au niveau national. Une cartographie de l'exposition du territoire national au retrait gonflement des sols argileux est disponible sur le site du BRGM,.
La commune a été reconnue en état de catastrophe naturelle au titre des dommages causés par les inondations et coulées de boue survenues en 1982, 1983, 1999 et 2009, par la sécheresse en 1989, 2005 et 2011 et par des mouvements de terrain en 1999.

## Histoire
La commune ne possède pas une histoire notable, mais possède un passé assez ancien dont les traces sont recueillies par la société d'histoire du secteur le GRAHC (Groupe de Recherches Archéologiques et Historiques de Coutras).

## Politique et administration

### Intercommunalité
La commune est rattachée à la communauté d'agglomération du Libournais (la CALI).

### Liste des maires

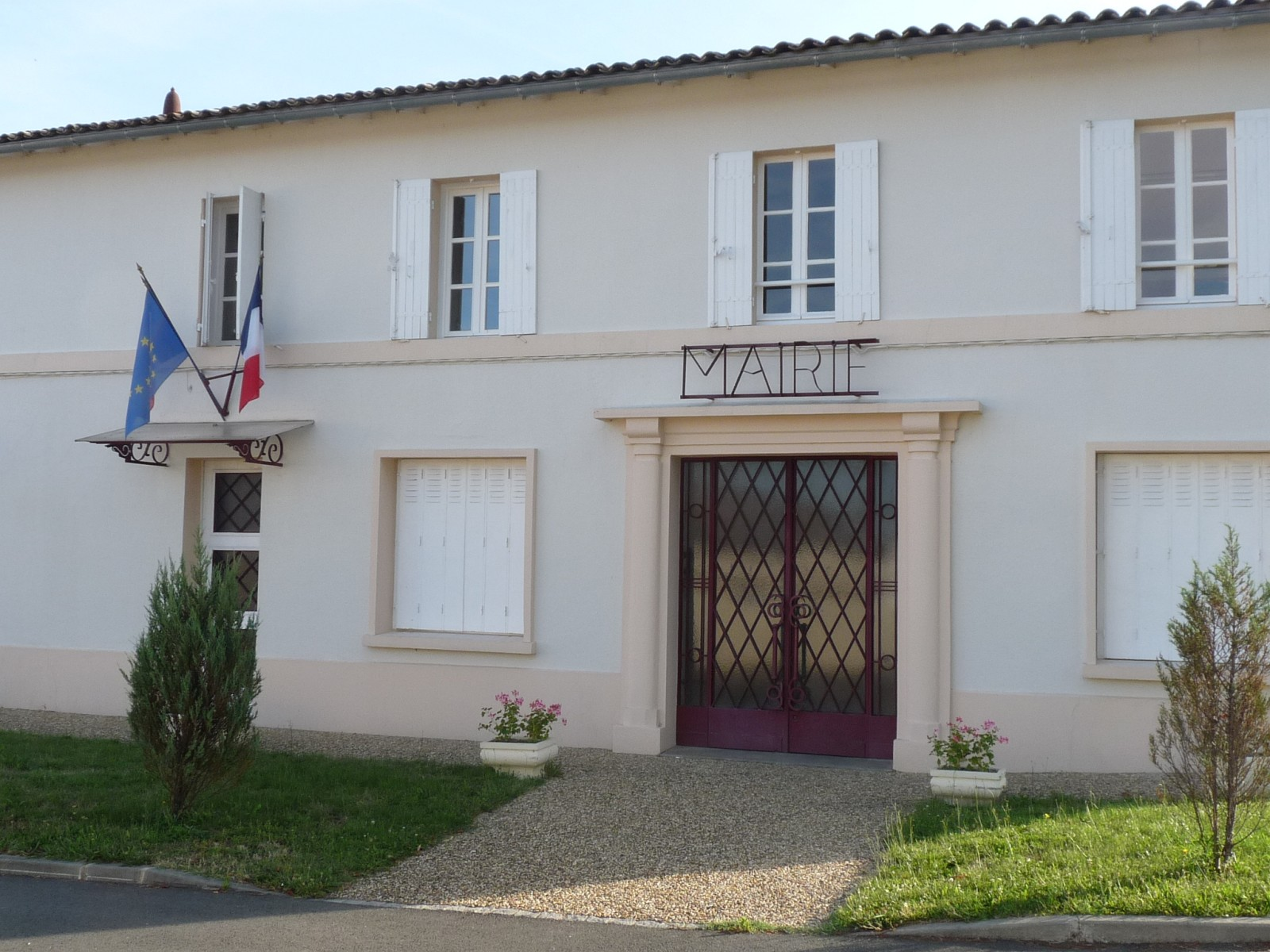
La mairie

| Période                                  | Période      | Identité          | Étiquette | Qualité                    |
| ---------------------------------------- | ------------ | ----------------- | --------- | -------------------------- |
| Les données manquantes sont à compléter. |              |                   |           |                            |
|                                          |              |                   |           |                            |
| mars 1977                                | 2001         | Guy Autier        |           |                            |
| mars 2001                                | 2014         | Renée Hurteau     |           |                            |
| mars 2014                                | juillet 2020 | Georges Delabroy  |           | Retraité de l'enseignement |
| juillet 2020                             | En cours     | Martine Lecouleux |           |                            |

## Démographie
L'évolution du nombre d'habitants est connue à travers les recensements de la population effectués dans la commune depuis 1793. Pour les communes de moins de 10 000 habitants, une enquête de recensement portant sur toute la population est réalisée tous les cinq ans, les populations de référence des années intermédiaires étant quant à elles estimées par interpolation ou extrapolation. Pour la commune, le premier recensement exhaustif entrant dans le cadre du nouveau dispositif a été réalisé en 2005.

En 2022, la commune comptait 601 habitants, en évolution de −17,1 % par rapport à 2016 (Gironde : +6,91 %, France hors Mayotte : +2,11 %).
| 1793 | 1800 | 1806 | 1821 | 1831 | 1836 | 1841 | 1846 | 1851 |
| ---- | ---- | ---- | ---- | ---- | ---- | ---- | ---- | ---- |
| 885  | 770  | 749  | 726  | 956  | 965  | 952  | 942  | 912  |

| 1856 | 1861  | 1866  | 1872  | 1876  | 1881  | 1886  | 1891  | 1896  |
| ---- | ----- | ----- | ----- | ----- | ----- | ----- | ----- | ----- |
| 953  | 1 101 | 1 183 | 1 174 | 1 183 | 1 252 | 1 179 | 1 086 | 1 122 |

| 1901  | 1906  | 1911  | 1921  | 1926 | 1931 | 1936 | 1946 | 1954 |
| ----- | ----- | ----- | ----- | ---- | ---- | ---- | ---- | ---- |
| 1 118 | 1 111 | 1 074 | 1 019 | 952  | 928  | 828  | 865  | 804  |

| 1962 | 1968 | 1975 | 1982 | 1990 | 1999 | 2005 | 2006 | 2010 |
| ---- | ---- | ---- | ---- | ---- | ---- | ---- | ---- | ---- |
| 738  | 696  | 619  | 534  | 564  | 578  | 634  | 641  | 663  |

| 2015 | 2020 | 2022 | - | - | - | - | - | - |
| ---- | ---- | ---- | - | - | - | - | - | - |
| 719  | 615  | 601  | - | - | - | - | - | - |

## Économie

### Agriculture
Une cave coopérative depuis 1939.
Forêt de la Double. Une tour DFCI (prévention des incendies forestiers).

### Commerces
Un bourg actuellement démuni de commerces de bouche (commerces ambulants seulement).
Des artisans, infirmières (et infirmiers), une savonnerie, des propriétés agricoles, pépiniéristes ... une ferme-auberge.

### Tourisme
Une aire de loisirs auprès d'un étang de retenue, au sud du bourg.

## Équipements, services et vie locale

### Enseignement

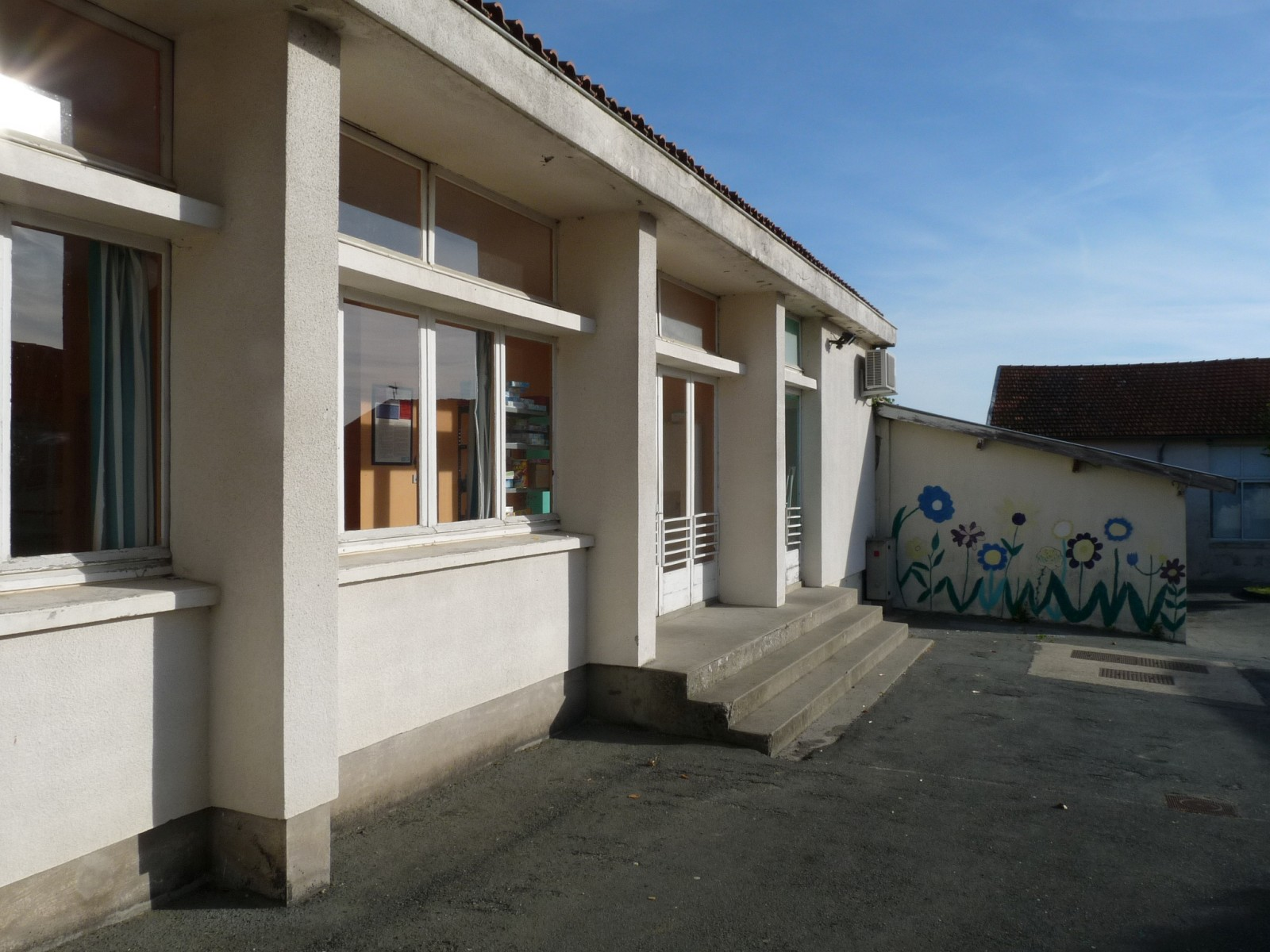
L'école

Une école communale avec trois classes (dont une réouverture à la rentrée 2008/2009).

### Sports et activités
Un terrain de football et une salle communale pour les associations locales .
Un terrain de moto-cross en forêt.

### Vie locale
Fête communale annuelle 19 juillet 2009 (brocante, course cycliste, généalogie, feu d'artifice, attractions diverses ...).

## Lieux et monuments
L'église paroissiale Saint-Christophe de style néo-roman possède un clocher-porche. Sa cloche en bronze datant de 1610 est classée monument historique au titre objet depuis 1942.
Une mairie et une église (reconstruite vers 1850) sans desservant, séparées par le monument aux morts (1914-1918 et conflits postérieurs).

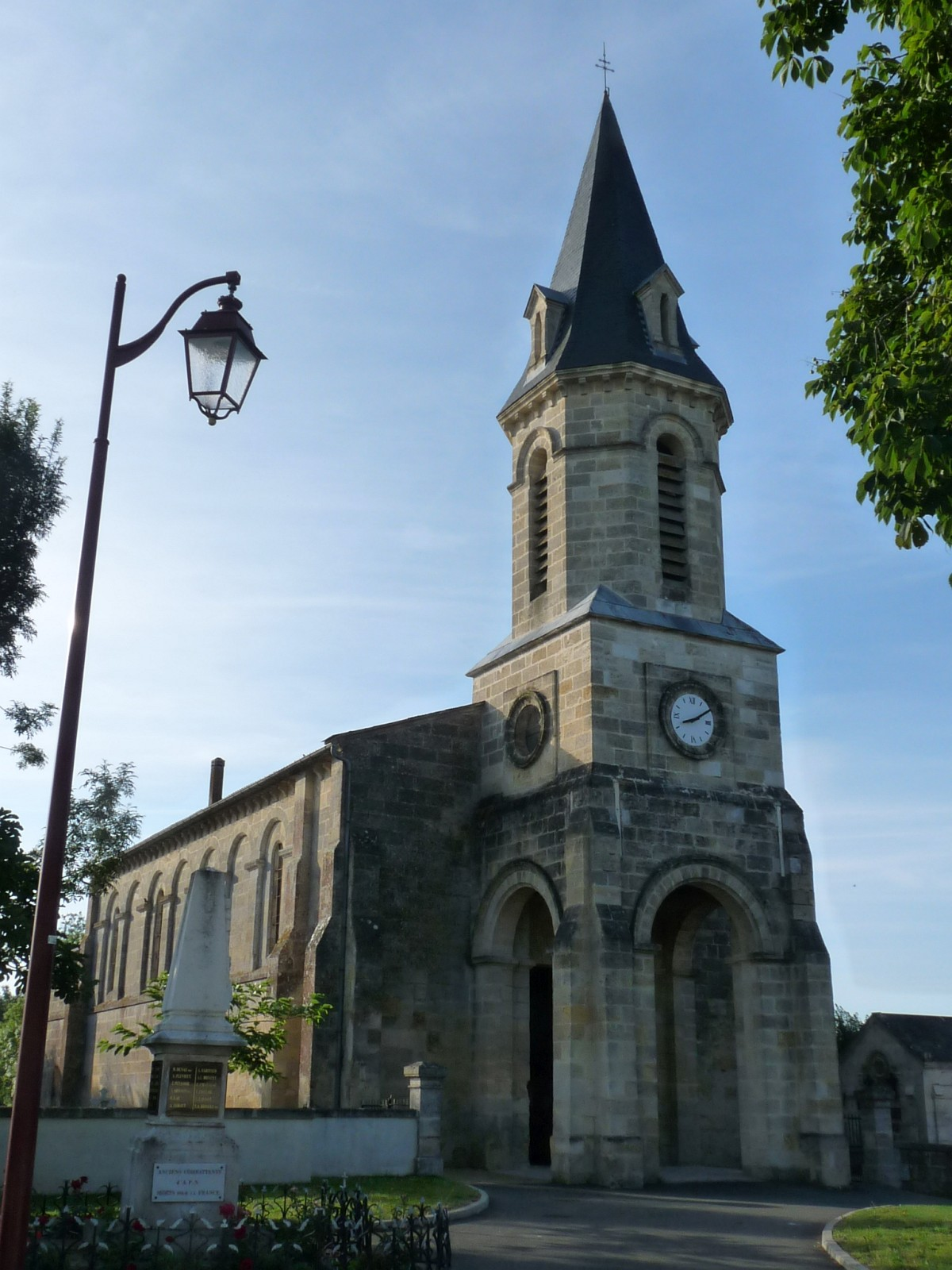
L'église Saint-Christophe
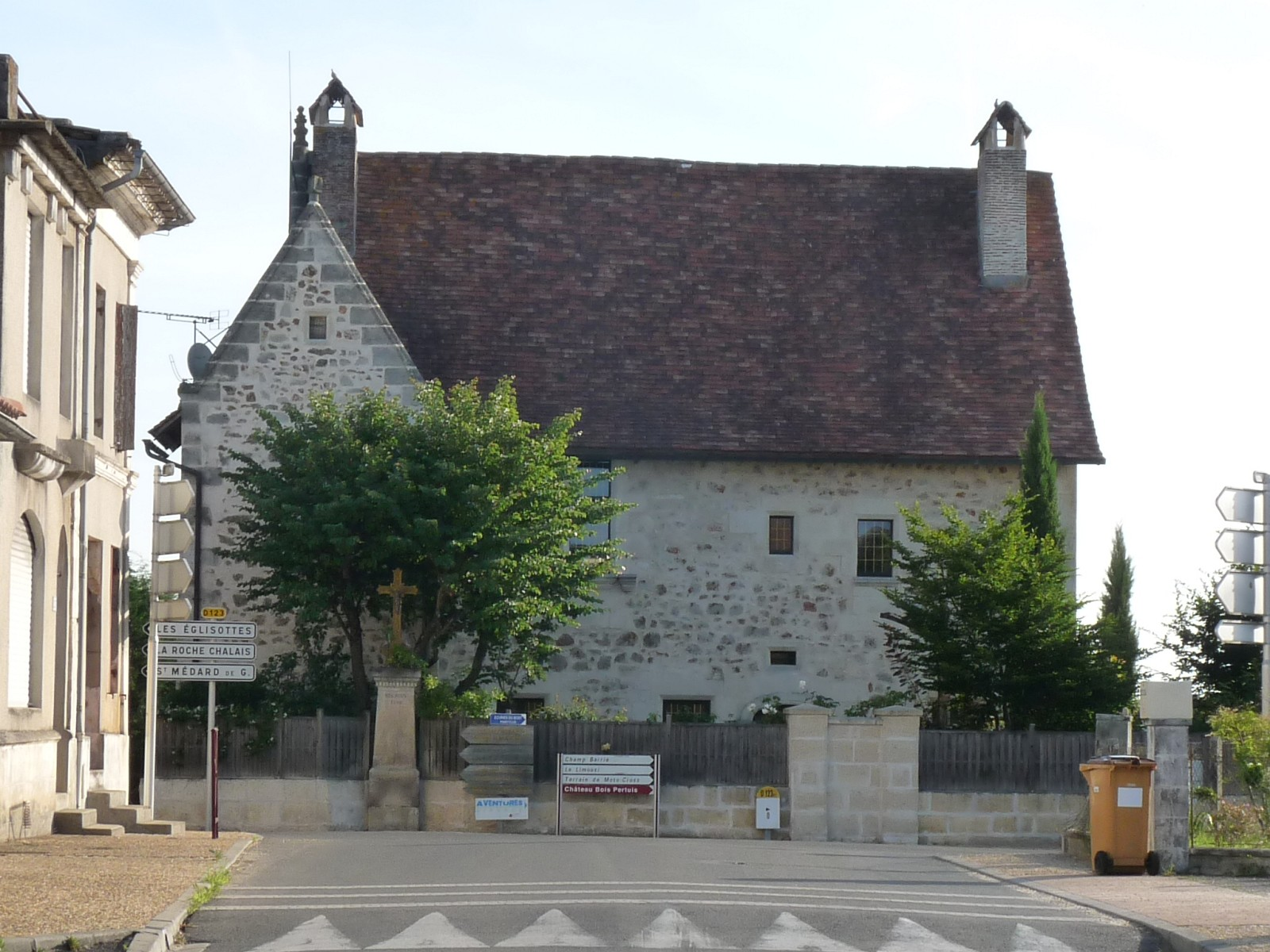
Manoir, au bourg
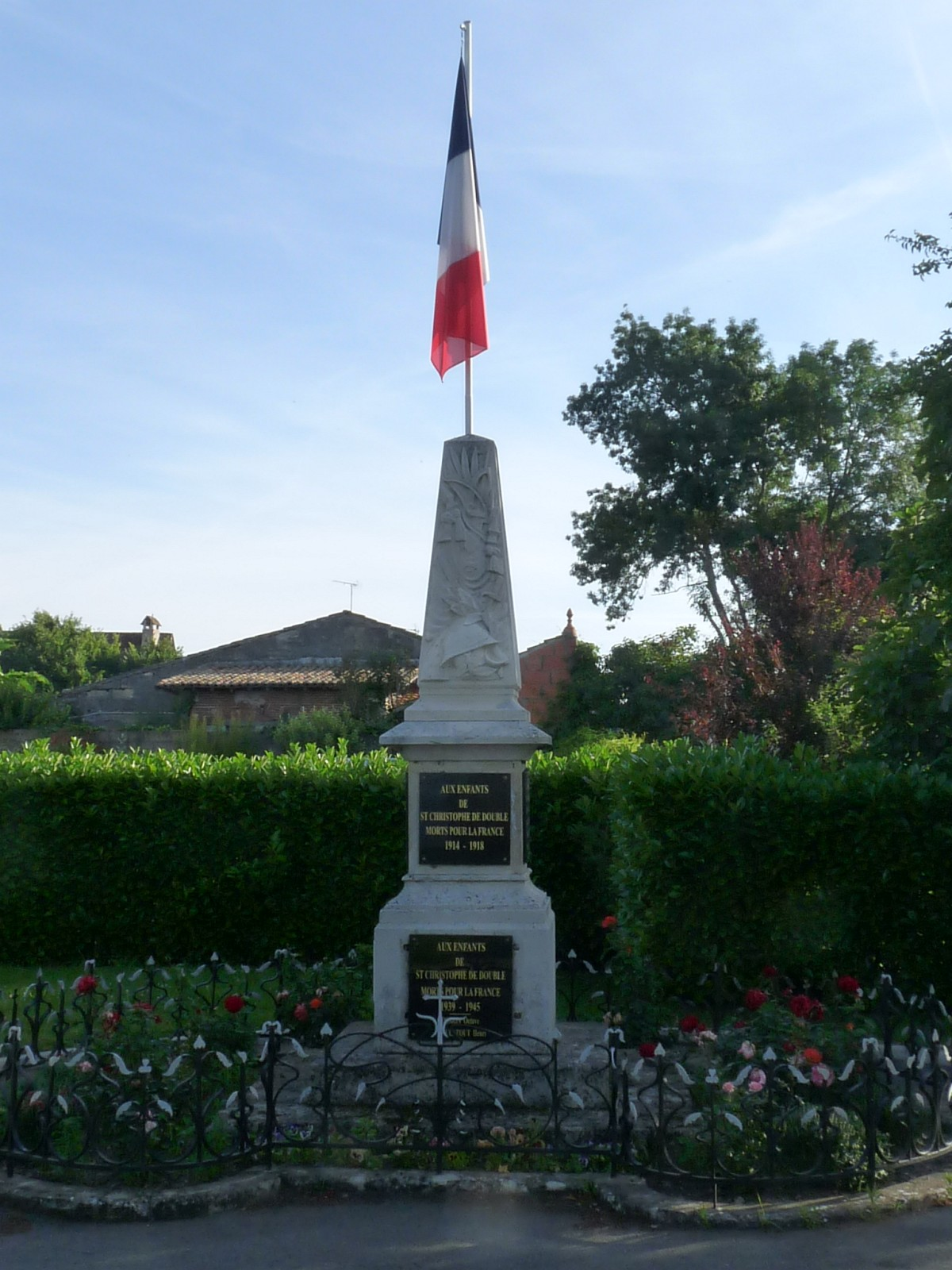
Le monument aux morts
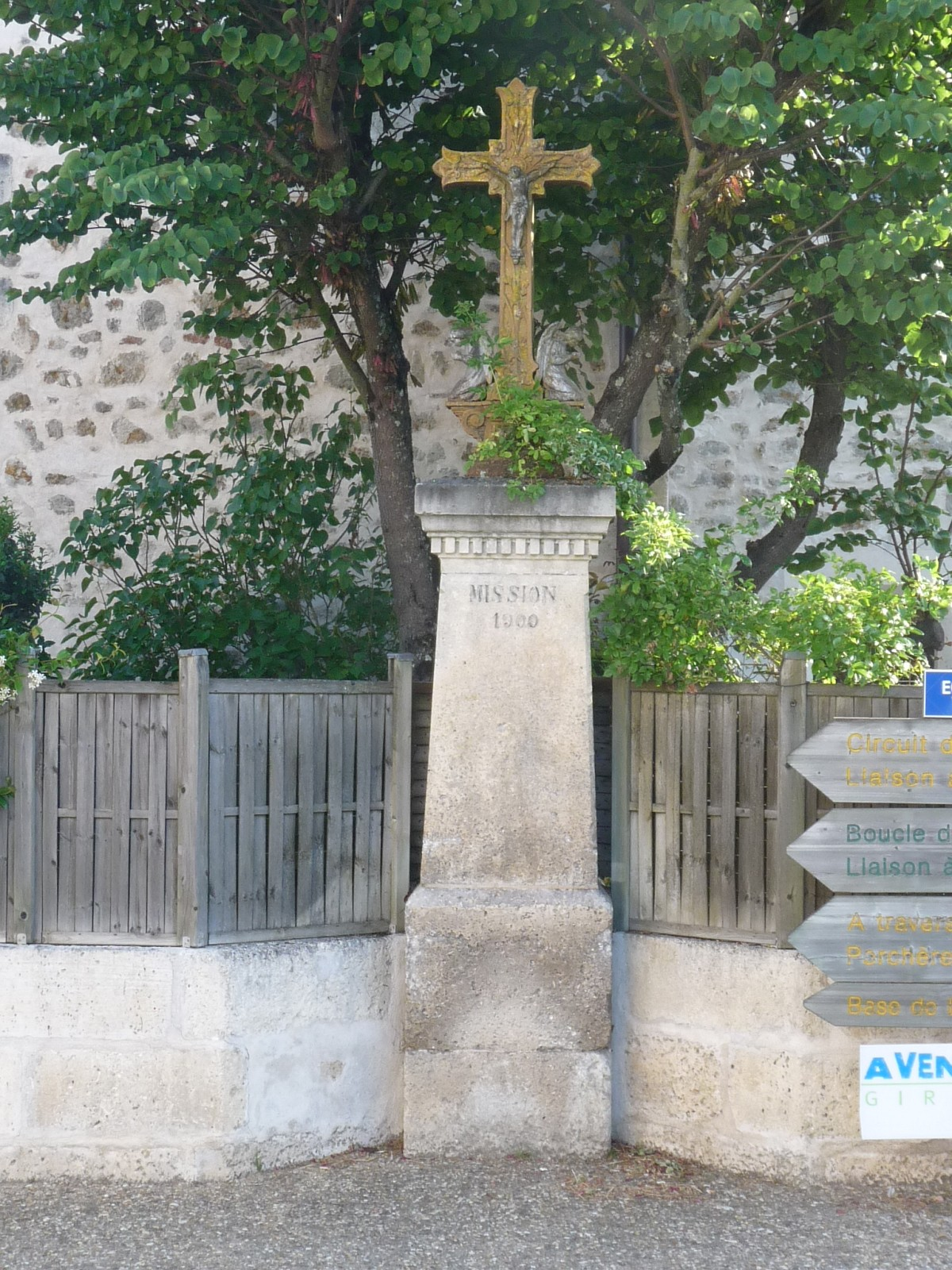
Croix de mission de 1900
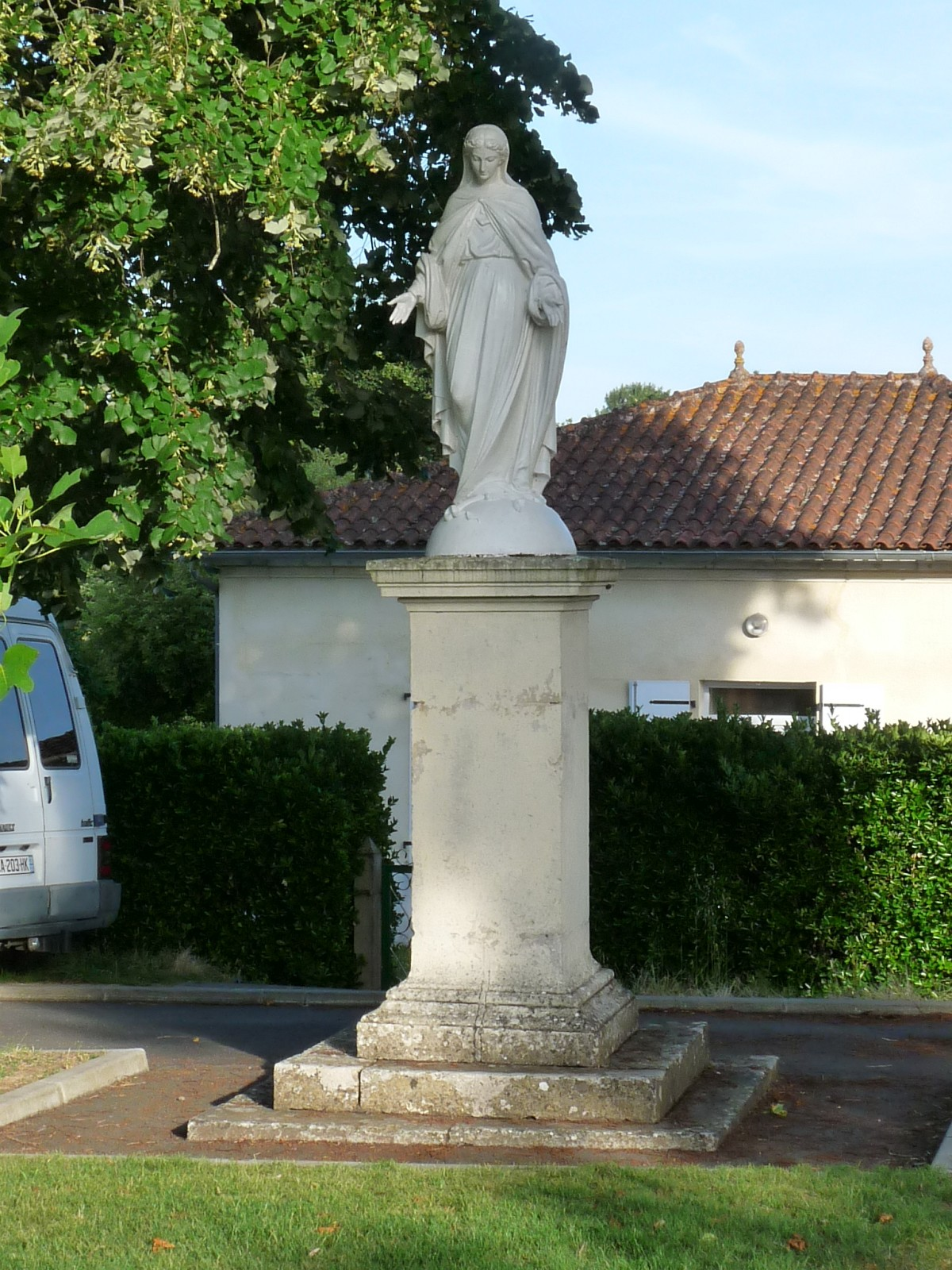
Statue de la Vierge

## Personnalités liées à la commune
- Alphonse Massé (1883-1953), rugbyman (7 sélections en équipe de France de rugby à XV) y est né.